# Sean Davis (calciatore 1993)
Sean Akira Davis (Long Branch, 8 febbraio 1993) è un calciatore statunitense, centrocampista del Nashville. Dal 1º gennaio 2025 sarà un nuovo giocatore dei LA Galaxy.

## Carriera
Il 17 aprile 2015, all'età di 22 anni, esordisce in prima squadra con i N.Y. Red Bulls, durante l'incontro di MLS vinto per 2-0 contro i S.J. Earthquakes, subentrando a Sacha Kljestan all'86º minuto di gioco.
Il 4 gennaio 2022 viene acquistato a titolo definitivo dal Nashville.
Il 19 dicembre 2024 passa ai LA Galaxy, nell'ambito di uno scambio con Nashville che vede coinvolto Gastón Brugman.

## Palmarès

### Club
- MLS Supporters' Shield: 2

New York Red Bulls: 2015, 2018